# Sibundoy
Sibundoy is een gemeente in het Colombiaanse departement Putumayo. De gemeente, gelegen in de Vallei van Sibundoy in het Macizo Colombiano, deel van de Cordillera Central, telt 11.529 inwoners (2005).
De plaats is co-zetel van het rooms-katholieke bisdom Mocoa-Sibundoy.

## Geschiedenis
Sibundoy werd reeds op 15 februari 1535 door de Spaanse conquistadores gesticht, maar kende daarvoor een historie van strijd tussen verschillende inheemse volkeren. Het gebied werd bewoond door de Camsá en in 1492 veroverd door de Inca Huayna Cápac. Deze vestigde zich met een groep Inga's in Sibundoy.

## Biodiversiteit
De gemeente, op grote hoogte gelegen, wordt gekenmerkt door het voorkomen van ruim 1600 soorten hallucinogene flora, veel daarvan uit de nachtschadefamilie.
Colón · Mocoa · Orito · Puerto Asís · Puerto Caycedo · Puerto Guzmán · Puerto Leguízamo · San Francisco · San Miguel · Santiago · Sibundoy · Valle del Guamuez · Villagarzón